# ۶۰۲ (میلادی)

## رویدادها
آغاز یک رشته از جنگ‌ها میان امپراتوری بیزانس و شاهنشاهی ساسانی.

## زادروزها
معاویه یکم، بنیادگذار دودمان اموی.